# اولگ استریژنوف
اولگ استریژنوف (به روسی: Олег Александрович Стриженов؛ زادهٔ ۱۰ اوت ۱۹۲۹ – درگذشتهٔ ۹ فوریهٔ ۲۰۲۵) یک بازیگر اهل اتحاد جماهیر شوروی و روسیه بود.
از جمله فیلم‌ها یا برنامه‌های تلویزیونی‌ای، که وی در آن‌ها نقش داشته‌است، می‌توان به سفر دورتر از سه دریا اشاره کرد.
وی همچنین، برندهٔ جوایزی همچون جایزه هنرمند مردمی اتحاد جماهیر شوروی، هنرمند مردمی جمهوری شوروی فدراتیو سوسیالیستی روسیه و جایزه عقاب طلایی شده‌بود.